# Оман на Светском првенству у атлетици у дворани 2018.
Оман је учествовао на 17. Светском првенству у атлетици у дворани 2018. одржаном у Бирмингему од 1. до 4. марта. Репрезентацију Омана на њеном осмом учествовању на светским првенствима у дворани представљала је 1 атлетичарка која се такмичила у трци на 60 метара.,
На овом првенству такмичарка Омана није освојила ниједну медаљу али је оборила национални и лични рекорд.

## Учесници
Жене:
- Mazoon Khalfan Al Alawi — 60 м

## Резултати

### Жене
| Атлетичарка             | Дисциплина | Лични рекорд | Квалификације | Квалификације | Полуфинале            | Полуфинале            | Финале                | Финале  | Детаљи |
| Атлетичарка             | Дисциплина | Лични рекорд | Резултат      | Место         | Резултат              | Место                 | Резултат              | Место   | Детаљи |
| ----------------------- | ---------- | ------------ | ------------- | ------------- | --------------------- | --------------------- | --------------------- | ------- | ------ |
| Mazoon Khalfan Al Alawi | 60 м       | 7,83 НР      | 7,78 НР, ЛР   | 8. у гр. 2    | Није се квалификовала | Није се квалификовала | Није се квалификовала | 43 / 47 |        |